# Jarrad Davis
Jarrad Davis (* 16. November 1994 in Kingsland, Georgia) ist ein US-amerikanischer American-Football-Spieler auf der Position des Linebackers. Zuletzt spielte er für die New York Giants in der National Football League (NFL).

## Frühe Jahre
Davis wuchs in seiner Geburtsstadt auf und besuchte dort die Camden County High School, für die er auch in der Footballmannschaft aktiv war. In seinem letzten Jahr an der Schule konnte er 114 Tackles erreichen sowie drei Fumbles erzwingen. Außerdem führte er sein Team bis ins Viertelfinale der Meisterschaft im Staat Georgia. Nach seinem Highschoolabschluss erhielt er ein Stipendium der University of Florida in Gainesville, Florida, für die er von 2013 bis 2016 spielte. In der Zeit kam er in insgesamt 38 Spielen zum Einsatz und konnte dabei 201 Tackles, 5,5 Sacks sowie eine Interception erzielen. In dieser Zeit konnte Davis mit seiner Mannschaft auch den Birmingham Bowl sowie den Outback Bowl gewinnen.

## NFL

### Detroit Lions
Beim NFL-Draft 2017 wurde Davis in der 1. Runde an 21. Stelle von den Detroit Lions ausgewählt. Daraufhin gab er direkt am 1. Spieltag der Saison 2017 beim 35:23-Sieg gegen die Arizona Cardinals sein NFL-Debüt. Bei diesem Spiel stand er auch direkt in der Startformation und konnte insgesamt 9 Tackles verzeichnen. Am 2. Spieltag beim 24:10-Sieg gegen die New York Giants konnte er den ersten Sack seiner Karriere an Quarterback Eli Manning verzeichnen. Allerdings zog er sich in dem Spiel eine Gehirnerschütterung zu und verpasste somit auch die folgenden beiden Spiele. In den restlichen Spielen der Saison kam er als Starter zum Einsatz, so auch am letzten Spieltag, einem 35:11-Sieg gegen die Green Bay Packers. Bei diesem Spiel konnte er erstmals in seiner Karriere mehr als 10 Tackles verzeichnen, nämlich 12, sowie einen Pass von Quarterback Brett Hundley intercepten. Insgesamt erreichte er in seiner Rookie-Saison 96 Tackles, 2 Sacks und eine Interception. Nach der Saison wurde er ins PFWA All-Rookie Team gewählt.
Auch in der Saison 2018 blieb er Stammspieler für die Lions. Bei der 27:30-Niederlage gegen die San Francisco 49ers am 2. Spieltag konnte er erstmals in seiner Karriere 2 Sacks in einem Spiel verzeichnen, beide an Quarterback Jimmy Garoppolo. Am 4. Spieltag bei der 24:26-Niederlage gegen die Dallas Cowboys erreichte Davis erneut 12 Tackles in einem Spiel. Auch in der Saison 2019 spielte er noch eine wichtige Rolle für die Lions, wurde jedoch durch Verletzungen ausgebremst. In der Saison 2020 verlor er schließlich seine Rolle als Starter und kam zu weniger Einsatzzeiten. Daraufhin wurde er nach der Saison ein Free Agent.

### New York Jets
Am 18. März 2021 unterschrieb Davis einen Vertrag bei den New York Jets. Zu Saisonbeginn fiel Davis allerdings wegen einer Knöchelverletzung aus und wurde auf die Injured Reserve Liste gesetzt. Sein Debüt konnte er erst am 8. Spieltag der Saison beim 34:31-Sieg gegen die Cincinnati Bengals geben, bei dem er in der Startformation stand und sogar drei Tackles verzeichnen konnte. Auch in den folgenden Saisonspielen kam er in der Defense und in den Special Teams zum Einsatz, konnte sich jedoch nicht als fester Stammspieler in der Defense der Jets etablieren. Sein statistisch bestes Spiel war gleichzeitig sein letztes für die Jets; beim 26:21-Sieg gegen die Jacksonville Jaguars am 16. Spieltag konnte er 8 Tackles verzeichnen. Insgesamt kam er für die Jets in 9 Spielen zum Einsatz und konnte 25 Tackles verzeichnen.

### Detroit Lions (zweites Mal)
Am 25. März 2022 kehrte er zu den Detroit Lions zurück und unterschrieb dort einen Einjahresvertrag. Er wurde vor Saisonbeginn entlassen und anschließend in den Practice Squad aufgenommen. Davis spielte 2022 in drei Partien für die Lions, konnte dabei jedoch insgesamt nur drei Tackles verzeichnen.

### New York Giants
Am 28. Dezember 2022 nahmen die New York Giants Davis für ihren aktiven Kader unter Vertrag. Er debütierte für sein neues Team am letzten Spieltag der Regular Season bei der 16:22-Niederlage gegen die Philadelphia Eagles, bei der er 11 Tackles sowie einen halben Sack verzeichnete. Mit neun Siegen aus 17 Spielen konnten sich die Giants in der Saison für die Playoffs qualifizieren. So gab Davis sein Postseason-Debüt beim Wildcard-Spiel gegen die Minnesota Vikings, bei dem er sogar Starter war und zwei Tackles verzeichnete. Da die Giants dieses Spiel mit 31:24 gewannen, qualifizierten sie sich für die Divisional-Runde, in der sie jedoch mit 7:38 gegen die Eagles unterlagen. Im März 2023 unterschrieb Davis einen neuen Vertrag bei den Giants. In der Vorbereitung auf die Saison 2023 zog er sich jedoch eine Knieverletzung zu, wegen der er auf die Injured Reserve Liste gesetzt wurde und die Saison 2023 verletzungsbedingt verpasst.

## Karrierestatistiken
| Legende | Legende            |
| ------- | ------------------ |
| Fett    | Karrierehöchstwert |

### Regular Season
| Saison                             | Team             | Spiele | Spiele  | Tackles      | Tackles      | Tackles      | Tackles      | Tackles      | Interceptions | Interceptions | Interceptions | Interceptions | Interceptions | Interceptions | Fumbles      | Fumbles      | Fumbles      |
| Saison                             | Team             | Gesamt | Starter | Gesamt       | Solo         | Assist       | Sack         | Safety       | PD            | Int           | Yards         | Durchschnitt  | Lang          | TD            | FF           | FR           | TD           |
| ---------------------------------- | ---------------- | ------ | ------- | ------------ | ------------ | ------------ | ------------ | ------------ | ------------- | ------------- | ------------- | ------------- | ------------- | ------------- | ------------ | ------------ | ------------ |
| 2017                               | Lions            | 14     | 14      | 96           | 65           | 31           | 2,0          | 0            | 3             | 1             | 12            | 12,0          | 12            | 0             | 1            | 1            | 0            |
| 2018                               | Lions            | 16     | 16      | 100          | 73           | 27           | 6,0          | 0            | 5             | 0             | 0             | 0,0           | 0             | 0             | 1            | 1            | 0            |
| 2019                               | Lions            | 11     | 11      | 63           | 38           | 25           | 2,0          | 0            | 1             | 0             | 0             | 0,0           | 0             | 0             | 3            | 1            | 0            |
| 2020                               | Lions            | 14     | 4       | 46           | 25           | 21           | 0,5          | 0            | 0             | 0             | 0             | 0,0           | 0             | 0             | 2            | 0            | 0            |
| 2021                               | Jets             | 9      | 5       | 25           | 18           | 7            | 0,0          | 0            | 0             | 0             | 0             | 0,0           | 0             | 0             | 0            | 0            | 0            |
| 2022                               | Lions            | 3      | 0       | 3            | 1            | 2            | 0,0          | 0            | 1             | 0             | 0             | 0,0           | 0             | 0             | 0            | 0            | 0            |
| 2022                               | Giants           | 1      | 1       | 11           | 6            | 5            | 0,5          | 0            | 0             | 0             | 0             | 0,0           | 0             | 0             | 0            | 0            | 0            |
| 2023                               | Giants           | 0      | 0       | ohne Einsatz | ohne Einsatz | ohne Einsatz | ohne Einsatz | ohne Einsatz | ohne Einsatz  | ohne Einsatz  | ohne Einsatz  | ohne Einsatz  | ohne Einsatz  | ohne Einsatz  | ohne Einsatz | ohne Einsatz | ohne Einsatz |
| Gesamte Karriere                   | Gesamte Karriere | 68     | 51      | 344          | 226          | 118          | 11,0         | 0            | 10            | 1             | 12            | 12,0          | 12            | 0             | 7            | 3            | 0            |
| Quelle: pro-football-reference.com |                  |        |         |              |              |              |              |              |               |               |               |               |               |               |              |              |              |

### Postseason
| Saison                             | Team             | Spiele | Spiele  | Tackles | Tackles | Tackles | Tackles | Tackles | Interceptions | Interceptions | Interceptions | Interceptions | Interceptions | Interceptions | Fumbles | Fumbles | Fumbles |
| Saison                             | Team             | Gesamt | Starter | Gesamt  | Solo    | Assist  | Sacks   | Safety  | PD            | Int           | Yards         | Durchschnitt  | Lang          | TD            | FF      | FR      | TD      |
| ---------------------------------- | ---------------- | ------ | ------- | ------- | ------- | ------- | ------- | ------- | ------------- | ------------- | ------------- | ------------- | ------------- | ------------- | ------- | ------- | ------- |
| 2022                               | Giants           | 2      | 2       | 7       | 5       | 2       | 0,0     | 0       | 0             | 0             | 0             | 0,0           | 0             | 0             | 0       | 0       | 0       |
| Gesamte Karriere                   | Gesamte Karriere | 2      | 2       | 7       | 5       | 2       | 0,0     | 0       | 0             | 0             | 0             | 0,0           | 0             | 0             | 0       | 0       | 0       |
| Quelle: pro-football-reference.com |                  |        |         |         |         |         |         |         |               |               |               |               |               |               |         |         |         |